# Maremmano

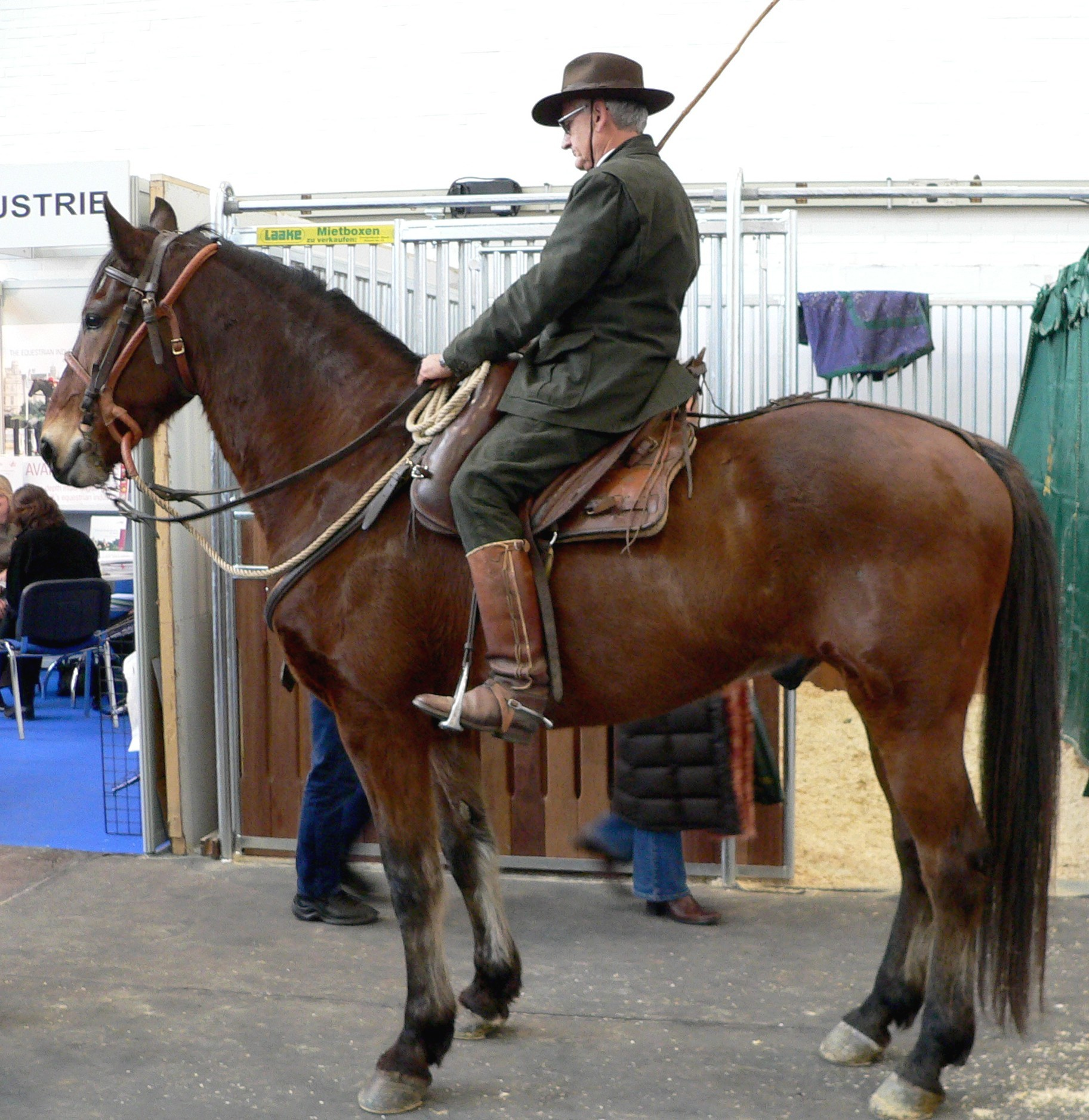
Gniady ogier Maremmano

Maremmano – jedna z ras włoskich wierzchowców. Wywodzi się z terenu środkowych i północnych Włoch (głównie z Toskanii).

## Budowa,eksterier
Konie tej rasy mają od 15,3 do 16,2 dłoni wysokości (160-168 cm). Występuje większość podstawowych maści.

## Hodowla
Rasę Maremanno włoscy hodowcy uzyskali poprzez łączenie regionalnych ras jeździeckich z końmi importowanymi z Francji, Irlandii, Niemiec, a także kilkoma końmi holenderskimi i wschodnioeuropejskimi.
Pierwotną odmianą tej rasy był silny i szybki koń o niskiej jakości. Dzięki krzyżówkom Maremanna z końmi czystej krwi arabskiej podniesiono jego szlachetność.